# Olympische Geschichte der Bahamas
| Gelbes Symbol für Goldmedaillen mit stilisierten Olympischen Ringen | Graues Symbol für Silbermedaillen mit stilisierten Olympischen Ringen | Braundes Symbol für Bronzemedaillen mit stilisierten Olympischen Ringen |
| ------------------------------------------------------------------- | --------------------------------------------------------------------- | ----------------------------------------------------------------------- |
| 8                                                                   | 2                                                                     | 6                                                                       |

Das Bahamas Olympic Association ist das Nationale Olympische Komitee der Bahamas. Es wurde 1952 gegründet und im selben Jahr vom Internationalen Olympischen Komitee anerkannt.
Bisher nahmen die Sportler der Karibikinsel an 17 Sommerspielen teil. Das olympische Debüt fand 1952 statt. Bis auf die boykottierten Spiele von Moskau 1980 wurden zu allen weiteren Sommerspielen Sportler geschickt. An Winterspielen nahmen bislang keine Athleten des Inselstaates teil.

## Übersicht
Sieben Segler bildeten die erste Olympiamannschaft der Bahamas 1952 in Helsinki. Kenneth Albury im Finn-Dinghi, Durward Knowles und Sloane Farrington im Starboot sowie Basil Kelly, Basil McKinney, Donald Pritchard und Godfrey Higgs in der 5,5-m-Klasse nahmen am 20. Juli 1952 ihre Wettkämpfe auf und sie damit die ersten Olympioniken der Bahamas.
In Melbourne 1956 nahm erstmals ein bahamaischer Leichtathlet teil. In Melbourne gab es den ersten Medaillengewinn für die Bahamas. Durward Knowles und Sloane Farrington gewannen die Bronzemedaille in der Starboot-Klasse. Vier Jahre später in Rom erreichten sie in der gleichen Klasse Platz 6. Segelsportler holten auch den ersten Olympiasieg für die Bahamas. 1964 in Tokio gewannen Durward Knowles und Cecil Cooke in der Starboot-Klasse. Der Leichtathlet Tom Robinson erreichte über 100 Meter das Finale und wurde Achter.
1968 in Mexiko-Stadt gingen die ersten Ringer von den Bahamas an den Start. Durward Knowles und sein Stiefbruder Percy Knowles belegten mit dem Starboot Platz 5. In München 1972, hier starteten erstmals Boxer und Radrennfahrer, ging mit der Leichtathletin Claudette Powell die erste Frau der Bahamas bei Olympischen Spielen an den Start. 1976 in Montreal nahmen erstmals Schwimmer von den Bahamas teil. Der Leichtathlet Fletcher Lewis erreichte das Finale im Weitsprung und wurde Elfter. Die Bahamas folgten dem Boykottaufruf der USA und blieben den Spielen von Moskau 1980 fern.
In Los Angeles 1984 erreichten in der Leichtathletik der Weitspringer Joseph Wells, die Weitspringerin Shonel Ferguson und die 100-Meter-Staffel der Frauen die Finals. Wells wurde Sechster, die Staffel ebenfalls. Ferguson belegte Rang 8. 1988 in Seoul nahm der Segler Durward Knowles im Alter von 70 Jahren zum achten Mal an Olympischen Spielen teil. Die erste seiner Teilnahmen war 1948 in London, als er für das Vereinigte Königreich startete. Von 1952 an startete er dann für die Bahamas. In Seoul, wo zum ersten Mal eine bahamaische Wasserspringerin teilnahm, erreichte der Leichtathlet Norbert Elliott das Dreisprungfinale, in dem er Zehnter wurde.
Nach 28 Jahren konnten die Bahamas 1992 in Barcelona einen Medaillengewinn feiern. Der Leichtathlet Frank Rutherford gewann Bronze im Dreisprung. Sein Teamkamerad Troy Kemp wurde Siebter im Hochsprung. Erstmals nahmen bahamaische Tennisspieler teil. Die Leichtathleten sorgten auch in Atlanta 1996 für Topplatzierungen. Die 100-Meter-Staffel der Frauen gewann die Silbermedaille, die 400-Meter-Staffel der Männer kam im Finale auf Platz 7. Zwei vierte Plätze erreichten Chandra Sturrup über 100 Meter und Pauline Davis-Thompson über 400 Meter. Sturrup belegte über 200 Meter zudem Platz 6. Bei den Männern erreichten Frank Rutherford im Dreisprung Rang 11 und Troy Kemp im Hochsprung Rang 13.

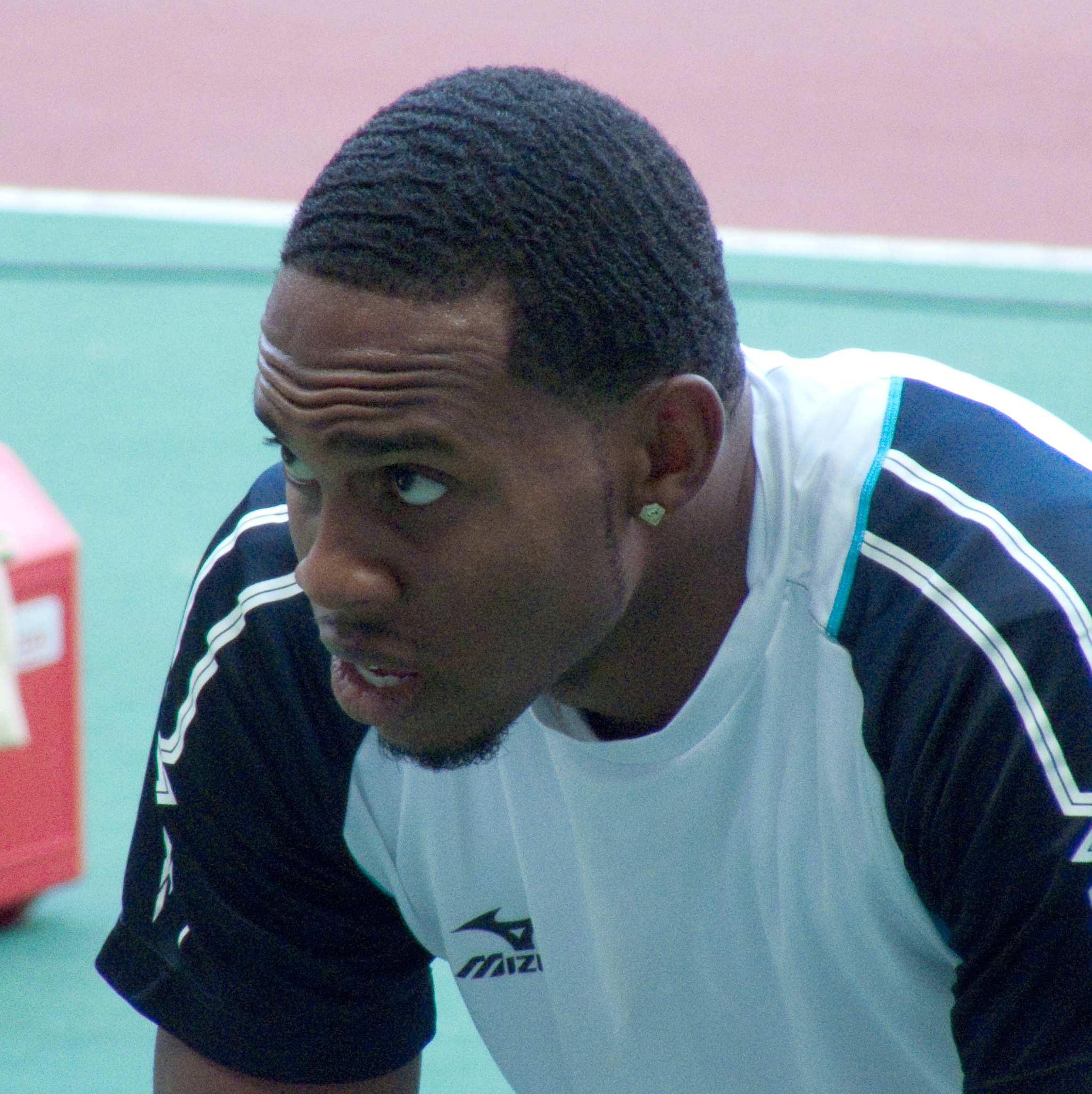
Der Dreispringer Leevan Sands gewann 2008 Bronze

Die Leichtathletinnen der Bahamas erzielten in Sydney 2000 zwei Olympiasiege. Pauline Davis-Thompson triumphierte im 200-Meter-Lauf und gewann mit ihren Teamkolleginnen der 100-Meter-Staffel eine weitere Goldmedaille. Die 400-Meter-Staffel der Männer gewann Bronze. Drei Sprinterinnen erreichten das Finale über 100 Meter. Chandra Sturrup wurde Fünfte, Savatheda Fynes Sechste und Debbie Ferguson-McKenzie Siebte. Ferguson-McKenzie qualifizierte sich auch im 200-Meter-Lauf für das Finale, hier wurde sie Vierte. Jackie Edwards belegte im Dreisprungfinale Platz 6.
2004 in Athen wurde Tonique Williams-Darling Olympiasiegerin über 400 Meter. Debbie Ferguson-McKenzie gewann Bronze im 200-Meter-Lauf. Die 100-Meter-Staffel der Frauen belegte Rang 4. Ferguson-McKenzie wurde im 100-Meter-Lauf Siebte, die gleiche Platzierung erreichte Christine Amertil über 400 Meter. Die Speerwerferin Laverne Eve wurde Sechste. Bei den Männern erreichte die 400-Meter-Staffel Platz 6.
2008 in Peking waren es die Männer der Leichtathletikmannschaft, die Medaillen gewannen. Die 400-Meter-Staffel der Männer gewann Silber, Leevan Sands Bronze im Dreisprung. Chris Brown wurde Vierter über 400 Meter. Debbie Ferguson-McKenzie erreichte über 100 und über 200 Meter die Finals. In beiden Rennen wurde sie Siebte.
2012 in London konnte die 400-Meter-Staffel der Männer mit ihrem Olympiasieg das Ergebnis von Athen sogar noch verbessern. Mit Demetrius Pinder und Chris Brown hatten zuvor zwei der Staffelmitglieder das Finale über 400 Meter erreicht. Brown wurde, wie schon 2008, Vierter, Pinder Siebter. Leevan Sands erreichte im Dreisprung Platz 5. Erstmals gelang auch eine Finalteilnahme im Schwimmen. Arianna Vanderpool-Wallace wurde dabei über 50 Meter Freistil Achte.
Zwei Medaillen in der Leichtathletik waren die Ausbeute von Rio de Janeiro 2016. Hier traten erstmals bahamaische Ruderer in Erscheinung. Shaunae Miller-Uibo wurde Olympiasiegerin über 400 Meter. Die 400-Meter-Staffel der Männer gewann Bronze. Im Hochsprung der Männer erreichte Donald Thomas Platz 7, Trevor Barry wurde Elfter. Pedrya Seymour wurde Sechste im 100-Meter-Hürdenlauf.
2020 in Tokio konnte Shaunae Miller-Uibo über 400 Meter wiederholt Olympiasiegerin werden. Steven Gardiner konnte die 400 Meter der Männer gewinnen. Devynne Charlton wurde Sechste im 100-Meter-Hürdenlauf.

## Übersicht der Teilnehmer

### Sommerspiele
| Jahr      | Athleten           | Athleten           | Athleten           | Flaggenträger                      | Sportarten         | Sportarten         | Sportarten         | Sportarten         | Sportarten         | Sportarten         | Sportarten         | Sportarten         | Sportarten         | Medaillen          | Medaillen          | Medaillen          | Medaillen          | Rang               |
| Jahr      | Gesamt             | Männer             | Frauen             | Flaggenträger                      | Segeln             | Leichtathletik     | Ringen             | Boxen              | Radsport           | Schwimmen          | Wasserspringen     | Tennis             | Rudern             |                    |                    |                    | Gesamt             | Rang               |
| --------- | ------------------ | ------------------ | ------------------ | ---------------------------------- | ------------------ | ------------------ | ------------------ | ------------------ | ------------------ | ------------------ | ------------------ | ------------------ | ------------------ | ------------------ | ------------------ | ------------------ | ------------------ | ------------------ |
| 1896–1948 | nicht teilgenommen | nicht teilgenommen | nicht teilgenommen | nicht teilgenommen                 | nicht teilgenommen | nicht teilgenommen | nicht teilgenommen | nicht teilgenommen | nicht teilgenommen | nicht teilgenommen | nicht teilgenommen | nicht teilgenommen | nicht teilgenommen | nicht teilgenommen | nicht teilgenommen | nicht teilgenommen | nicht teilgenommen | nicht teilgenommen |
| 1952      | 7                  | 7                  | 0                  |                                    | 7                  |                    |                    |                    |                    |                    |                    |                    |                    |                    |                    |                    |                    |                    |
| 1956      | 4                  | 4                  | 0                  |                                    | 3                  | 1                  |                    |                    |                    |                    |                    |                    |                    |                    |                    | 1                  | 1                  | 35                 |
| 1960      | 13                 | 13                 | 0                  |                                    | 11                 | 2                  |                    |                    |                    |                    |                    |                    |                    |                    |                    |                    |                    |                    |
| 1964      | 11                 | 11                 | 0                  |                                    | 8                  | 3                  |                    |                    |                    |                    |                    |                    |                    | 1                  |                    |                    | 1                  | 24                 |
| 1968      | 16                 | 16                 | 0                  |                                    | 6                  | 8                  | 2                  |                    |                    |                    |                    |                    |                    |                    |                    |                    |                    |                    |
| 1972      | 20                 | 19                 | 1                  | Michael Sands                      | 8                  | 8                  |                    | 2                  | 2                  |                    |                    |                    |                    |                    |                    |                    |                    |                    |
| 1976      | 11                 | 10                 | 1                  | Michael Sands                      | 1                  | 8                  |                    |                    |                    | 2                  |                    |                    |                    |                    |                    |                    |                    |                    |
| 1980      | nicht teilgenommen | nicht teilgenommen | nicht teilgenommen | nicht teilgenommen                 | nicht teilgenommen | nicht teilgenommen | nicht teilgenommen | nicht teilgenommen | nicht teilgenommen | nicht teilgenommen | nicht teilgenommen | nicht teilgenommen | nicht teilgenommen | nicht teilgenommen | nicht teilgenommen | nicht teilgenommen | nicht teilgenommen | nicht teilgenommen |
| 1984      | 22                 | 17                 | 5                  | Bradley Cooper                     | 3                  | 14                 |                    | 3                  |                    | 2                  |                    |                    |                    |                    |                    |                    |                    |                    |
| 1988      | 16                 | 12                 | 4                  | Durward Knowles                    | 2                  | 11                 |                    | 1                  |                    | 1                  | 1                  |                    |                    |                    |                    |                    |                    |                    |
| 1992      | 14                 | 12                 | 2                  | Troy Kemp                          | 2                  | 8                  |                    |                    |                    | 2                  |                    | 2                  |                    |                    |                    | 1                  | 1                  | 54                 |
| 1996      | 26                 | 19                 | 7                  | Frank Rutherford                   | 3                  | 20                 |                    |                    |                    | 1                  |                    | 2                  |                    |                    | 1                  |                    | 1                  | 61                 |
| 2000      | 25                 | 16                 | 9                  | Pauline Davis-Thompson             |                    | 19                 |                    |                    |                    | 4                  |                    | 2                  |                    | 2                  |                    | 1                  | 3                  | 34                 |
| 2004      | 22                 | 13                 | 9                  | Debbie Ferguson-McKenzie           |                    | 16                 |                    |                    |                    | 4                  |                    | 2                  |                    | 1                  |                    | 1                  | 2                  | 52                 |
| 2008      | 25                 | 16                 | 9                  | Debbie Ferguson-McKenzie           |                    | 18                 |                    | 1                  |                    | 4                  |                    | 2                  |                    |                    | 1                  | 1                  | 2                  | 64                 |
| 2012      | 21                 | 12                 | 9                  | Chris Brown                        |                    | 20                 |                    |                    |                    | 1                  |                    |                    |                    | 1                  |                    |                    | 1                  | 50                 |
| 2016      | 28                 | 19                 | 9                  | Shaunae Miller-Uibo                |                    | 24                 |                    |                    |                    | 3                  |                    |                    | 1                  | 1                  |                    | 1                  | 2                  | 50                 |
| 2020      | 15                 | 6                  | 9                  | Joanna Evans & Donald Thomas       |                    | 13                 |                    |                    |                    | 2                  |                    |                    |                    | 2                  |                    |                    | 2                  | 42                 |
| 2024      | 18                 | 10                 | 8                  | Devynne Charlton & Steven Gardiner |                    | 16                 |                    |                    |                    | 2                  |                    |                    |                    |                    |                    |                    |                    |                    |
| Gesamt    | Gesamt             | Gesamt             | Gesamt             | Gesamt                             | Gesamt             | Gesamt             | Gesamt             | Gesamt             | Gesamt             | Gesamt             | Gesamt             | Gesamt             | Gesamt             | 8                  | 2                  | 6                  | 16                 | 62                 |

### Winterspiele
| Jahr      | Athleten           | Athleten           | Athleten           | Flaggenträger      | Sportarten         | Medaillen          | Medaillen          | Medaillen          | Rang               |
| Jahr      | Gesamt             | Männer             | Frauen             | Flaggenträger      | Sportarten         |                    |                    |                    | Rang               |
| --------- | ------------------ | ------------------ | ------------------ | ------------------ | ------------------ | ------------------ | ------------------ | ------------------ | ------------------ |
| 1924–2022 | nicht teilgenommen | nicht teilgenommen | nicht teilgenommen | nicht teilgenommen | nicht teilgenommen | nicht teilgenommen | nicht teilgenommen | nicht teilgenommen | nicht teilgenommen |
| Gesamt    | Gesamt             | Gesamt             | Gesamt             | Gesamt             | Gesamt             | 0                  | 0                  | 0                  | –                  |

## Medaillengewinner

### Goldmedaillen
| Name                                                                                                | Spiele              | Sportart       | Disziplin               |
| --------------------------------------------------------------------------------------------------- | ------------------- | -------------- | ----------------------- |
| Durward Knowles Cecil Cooke                                                                         | 1964 Tokio          | Segeln         | Starboot                |
| Savatheda Fynes Chandra Sturrup Pauline Davis-Thompson Debbie Ferguson-McKenzie Eldece Clarke-Lewis | 2000 Sydney         | Leichtathletik | 4-mal-100-Meter-Staffel |
| Pauline Davis-Thompson                                                                              | 2000 Sydney         | Leichtathletik | 200 Meter               |
| Tonique Williams-Darling                                                                            | 2004 Athen          | Leichtathletik | 400 Meter               |
| Michael Mathieu Ramon Miller Chris Brown Demetrius Pinder                                           | 2012 London         | Leichtathletik | 4-mal-400-Meter-Staffel |
| Shaunae Miller-Uibo                                                                                 | 2016 Rio de Janeiro | Leichtathletik | 400 Meter               |
| Shaunae Miller-Uibo                                                                                 | 2020 Tokio          | Leichtathletik | 400 Meter               |
| Steven Gardiner                                                                                     | 2020 Tokio          | Leichtathletik | 400 Meter               |

### Silbermedaillen
| Name                                                                                                | Spiele       | Sportart       | Disziplin               |
| --------------------------------------------------------------------------------------------------- | ------------ | -------------- | ----------------------- |
| Debbie Ferguson-McKenzie Eldece Clarke-Lewis Chandra Sturrup Savatheda Fynes Pauline Davis-Thompson | 1996 Atlanta | Leichtathletik | 4-mal-100-Meter-Staffel |
| Andretti Bain Michael Mathieu Andrae Williams Chris Brown                                           | 2008 Peking  | Leichtathletik | 4-mal-400-Meter-Staffel |

### Bronzemedaillen
| Name                                                                       | Spiele              | Sportart       | Disziplin               |
| -------------------------------------------------------------------------- | ------------------- | -------------- | ----------------------- |
| Durward Knowles Sloane Farrington                                          | 1956 Melbourne      | Segeln         | Starboot                |
| Frank Rutherford                                                           | 1992 Barcelona      | Leichtathletik | Dreisprung              |
| Avard Moncur Troy McIntosh Carl Oliver Chris Brown Timothy Munnings        | 2000 Sidney         | Leichtathletik | 4-mal-400-Meter-Staffel |
| Debbie Ferguson-McKenzie                                                   | 2004 Athen          | Leichtathletik | 200 Meter               |
| Leevan Sands                                                               | 2008 Peking         | Leichtathletik | Dreisprung              |
| Michael Mathieu Alonzo Russell Chris Brown Steven Gardiner Stephen Newbold | 2016 Rio de Janeiro | Leichtathletik | 4-mal-400-Meter-Staffel |

## Medaillen nach Sportart
| Sportart       | Gold | Silber | Bronze | Gesamt |
| Leichtathletik | 7    | 2      | 5      | 14     |
| Segeln         | 1    | 0      | 1      | 2      |
| Gesamt         | 8    | 2      | 6      | 16     |